# Пшеничний Гордій Семенович
Пшеничний Гордій Семенович (3 січня 1914, Карабчиїв — 23 лютого 1994, Київ) — архівіст, один із фундаторів і багаторічний керівник Центрального державного архіву кінофотофонодокументів України.

## Життєпис
Народився в селі Карабчиїв (нині село Ружинського району Житомирської області). Закінчив Бердичівський педагогічний технікум (1933), навчався на історичному факультеті Київського університету (1952). Із 1938 року — на роботі в архівних установах: заступник завідувача обласного партійного архіву, начальник архівного відділу Управління НКВС по Житомирській області УРСР.
Із серпня 1941 року займався евакуацією архівних документів у Полтавській області, був начальником групи евакуації архівів 5-ти областей, розміщених у м. Балашов Саратовської області РРФСР. Навесні 1942 року направлений у район діючої армії Донського і Сталінградського фронтів. Із початком звільнення України від нацистів у складі однієї з оперативних груп архівних працівників здійснював пошук та збирання трофейних документів окупаційних установ.
Вагомим є його внесок у справу отримання архівних фондів україніки. 1945 року брав безпосередню участь у передачі Чехословаччиною українській стороні зібрання Українського історичного кабінету в Празі.
Наприкінці 1943 року призначений на посаду директора Центрального державного архіву фонофотокінодокументів УРСР (ЦДАКФФД УРСР). Пшеничний зробив вагомий особистий внесок у справу взаємодії архіву із джерелами комплектування, зокрема кіностудіями, комітетами телебачення та радіомовлення, редакціями газет, приватними особами; запровадив нові підходи до експертизи цінності аудіовізуальних документів, контролю за організацією зберігання їх в архівах кіно- і телестудій, фоноархівах установ радіомовлення. З його ініціативи в державних архівах областей України були відкриті відділи, які приймали на постійне зберігання аудіовізуальні документи. ЦДАКФФД УРСР посів місце науково-методичного центру роботи з аудіовізуальними документами.
Чимало зусиль доклав Пшеничний для забезпечення збереженості аудіовізуальних документів, для чого 1 січня 1975 року була введена в дію окрема 3-поверхова споруда архіву. Він особисто керував технічним обладнанням, створивши унікальну конструкцію першого у світовій практиці спеціального стелажу для зберігання кінодокументів, за яку отримав Авторське свідоцтво (№ 1082386 від 1 грудня 1983 року на винахід «Стелаж Пшеничного для зберігання предметів».) — згодом отримав Патент на цей свій винахід; конструкції стаціонарної установки для механізованої консерваційно-реставраційної обробки фотонегативів на плівці та склі різних розмірів.
Значну увагу Пшеничний приділяв використанню інформації аудіовізуальних документів. Він став укладачем низки документальних фотоальбомів, збірників документів, керівником колективу укладачів анотованих каталогів: «Кинолетопись Украинской ССР в Великой Отечественной войне Советского Союза 1941—1945 гг.» (1975), «Кинолетопись Украинской ССР за 60 героических лет: 1917—1977» (1977).
Автор фахових публікацій з архівознавчої тематики в галузевих виданнях; учасник 7-го Міжнар. конгресу архівістів (Москва, 1972), інших наукових конференцій, семінарів.
Нагороджений орденами Вітчизняної війни 2-го ст. (1985), Трудового Червоного Прапора (1989), золотою медаллю ВДНГ СРСР, медаллю «Ветеран праці» (1974), знаками «Відмінник кінематографії» (1977), «Відмінник архівної справи» (1986), Грамотою Президії Верховної Ради УРСР (1974).
Постановою КМ України від 28 грудня 1998 № 288 Центральному державному кінофотофоноархіву України присвоєно ім'я Г.Пшеничного.